# Pyrrhorachis viridula
Pyrrhorachis viridula är en fjärilsart som beskrevs av W. Warren 1903. Pyrrhorachis viridula ingår i släktet Pyrrhorachis och familjen mätare. Inga underarter finns listade.